# فاليري ليلي
فاليري ليلي (بالإنجليزية: Valerie Lilley)‏ هي ممثلة بريطانية، ولدت في 14 أبريل 1939 في لارن في المملكة المتحدة.

## وصلات خارجية
- فاليري ليلي على موقع IMDb (الإنجليزية)
- فاليري ليلي على موقع ديسكوغز (الإنجليزية)
- فاليري ليلي على موقع قاعدة بيانات الفيلم (الإنجليزية)